# حزب الأحرار (أذربيجان)
حزب الأحرار (بالأذرية: Əhrar firqəsi)‏، "Liberal Party": كان حزبًا سياسيًا صغيرًا في جمهورية أذربيجان الديمقراطية (1918-1920)، وكان يمثل بشكل أساسي الفلاحين السنة في أذربيجان. وكان له خمسة أعضاء في البرلمان الأذربيجاني عام 1918، ووزير واحد في مجلس الوزراء الرابع. وقد تم حله بعد الغزو السوفييتي لأذربيجان في 1920.